# ولتاون (ویرجینیا)
ولتاون (به انگلیسی: Welltown) یک منطقهٔ مسکونی در ایالات متحده آمریکا است که در شهرستان فردریک، ویرجینیا واقع شده‌است.